# Paweł Szapiro
Paweł Szapiro (ur. 21 lutego 1953 w Warszawie) – polski historyk żydowskiego pochodzenia, specjalizujący się w Holocauście, stosunkach polsko-żydowskich oraz prasie konspiracyjnej.

## Życiorys
Absolwent Uniwersytetu Warszawskiego, w latach 90. pracownik Żydowskiego Instytutu Historycznego. W latach 2008–2009 przewodniczący Związku Gmin Postępowych Beit Polska, dawniej działacz Beit Warszawa. Syn neurochirurga Jerzego Szapiro (1920–2011) i gastrolożki Marii Danuty z domu Książkiewicz (1924–2012). Brat Tomasza Szapiro, byłego rektora Szkoły Głównej Handlowej w Warszawie.

## Publikacje
- 1992: Wojna żydowsko-niemiecka. Polska prasa konspiracyjna 1943–1944 o powstaniu w getcie Warszawy
- 2003: Getto Warszawskie (wraz z Anką Grupińską i Janem Jagielskim)